# Ivans Klementjevs
Ivans Klementjevs (n. 18 noiembrie 1960, Mežāre Parish⁠(d), Republica Sovietică Socialistă Letonă, URSS) este un canoist ce a reprezentat Uniunea Republicilor Sovietice Socialiste, medaliat olimpic. A participat la 3 ediții ale Jocurilor Olimpice (1988, 1992, 1996) în care a câștigat o medalie de aur și două medalii de argint.